# Humedal Madre de Agua

El Humedal Madre de Agua fue un ecosistema tipo humedal ubicado al costado norte del Bosque Bavaria entre los barrios Marsella y Ciudad Alsacia de la localidad de Kennedy en la ciudad de Bogotá. Hace parte del corredor biológico conformado por el Bosque Bavaria, el Jardín de los Pájaros y la Ronda del Río Fucha. En el año 2020 este ecosistema fue gravemente perturbado a causa de las obras de la Avenida Guayacanes realizadas por parte del IDU. 

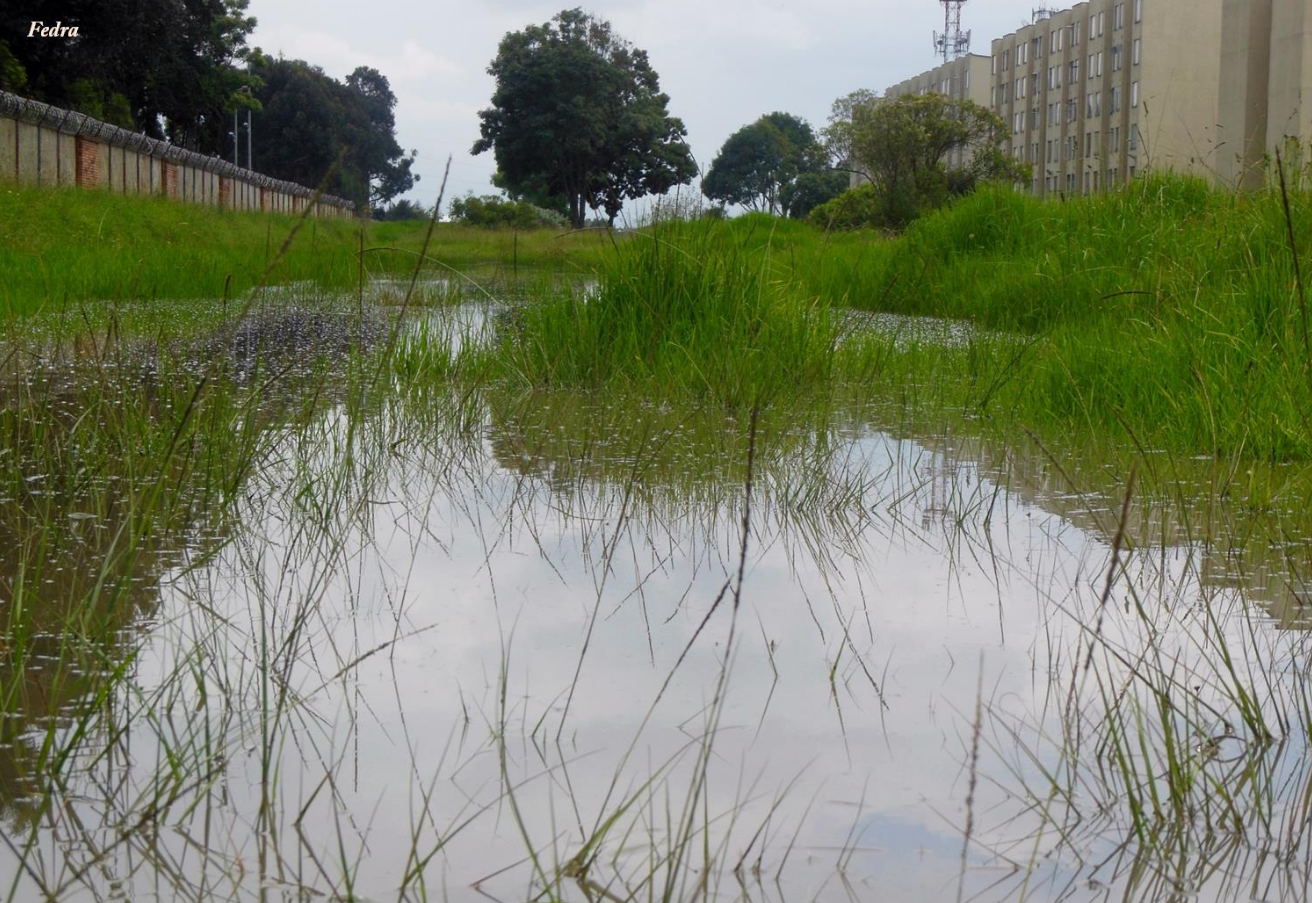
Humedal Madre de Agua

## Ubicación
El Humedal Madre de Agua se ubica en la intermediación de los barrios Marsella y Ciudad Alsacia (También llamado Entre Ríos) sobre la calle 12 entre carreras 71C y 71 Bis, en la UPZ 113 Bavaria de la localidad de Kennedy en la ciudad de Bogotá, Colombia.

## Historia

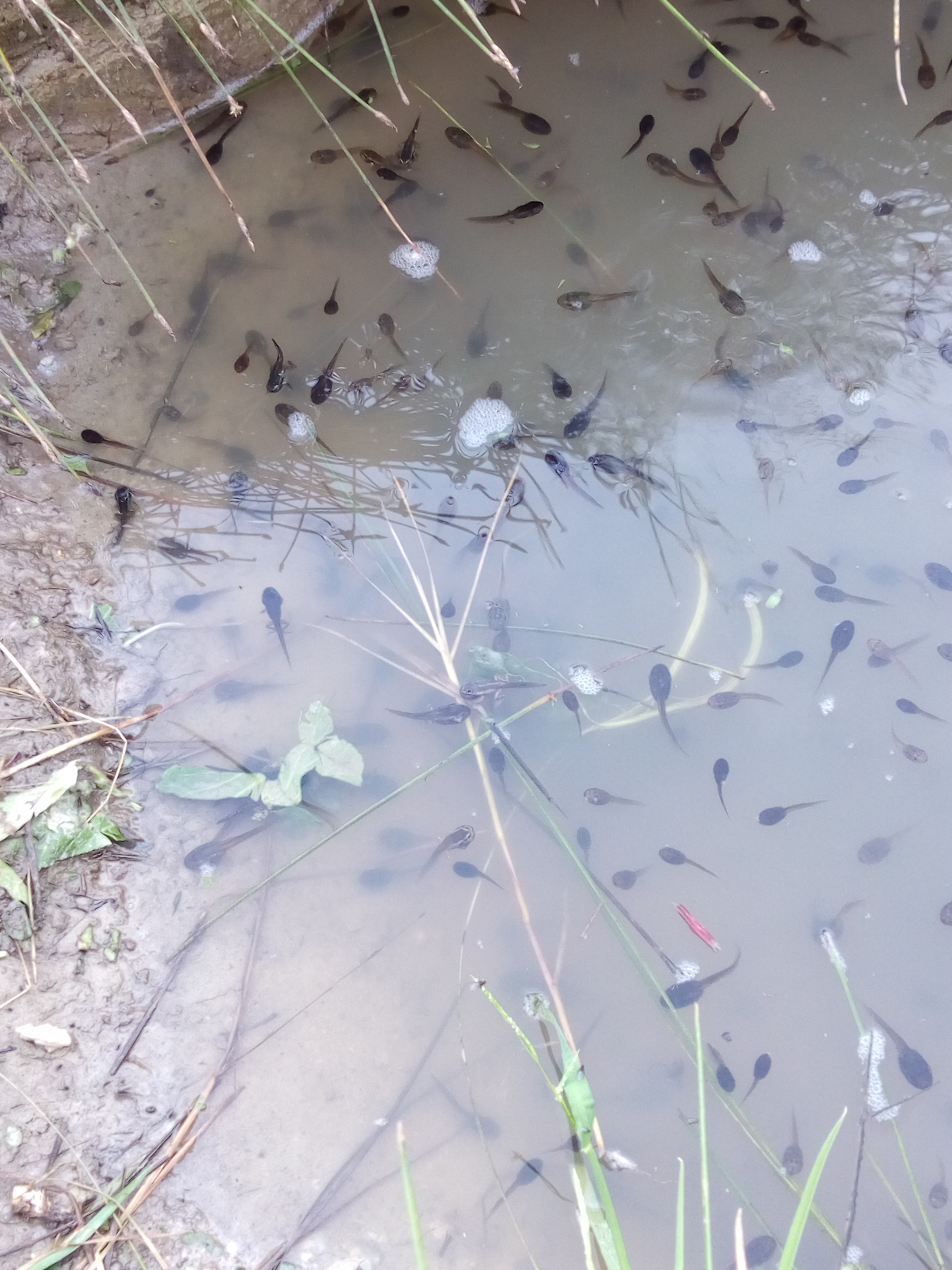
Renacuajos de rana sabanera en el Humedal Madre de Agua, ecosistema donde es evidente la población abundante de esta rana.

El territorio actual en donde se ubica el Humedal Madre de Agua, se encontraba inmerso para el año 1900 entre la intermediación de la Hacienda Chamicera hacia el suroriente y la Hacienda Techo al noroccidente, cuyas extensiones eran atravesadas por el Río Fucha en la parte nororiental. El trayecto original del Río Fucha a lo largo de estas haciendas estaba compuesto de varios meandros los cuales se caracterizan por ser terrenos que permanecen constantemente inundados; debido a esta condición la flora y fauna presente es típica de humedal, en donde hay condiciones de suelo firme, inundado y espejo de agua.
En el año 1945 el Consorcio de Cervecerías Bavaria S.A adquiere parte de la Hacienda Techo, predio que se extendía hasta el barrio de la actual Ciudad Alsacia y gran parte del barrio Castilla.
A esta zona llegaba parte del Humedal El Burro y Humedal de Techo, y poseía gran cantidad de cuerpos de agua superficial y subterránea; allí se construyó la Planta de Cervecería de Bavaria la cual estuvo haciendo explotación del recurso hídrico para las operaciones de cerveza y malta hasta el 30 de junio del año 2010.
En el año 2015 la alcaldía local de Kennedy accedió a la apertura de una vía ilegal de tipo veredal o trocha a lo largo del humedal, la cual fue cerrada en el 2017 debido a la presión ciudadana ejercida por los habitantes de la zona por el constante trancón que se presenciaba en los barrios aledaños al humedal. Esta trocha causó graves afectaciones ecológicas al humedal (en ese entonces conocido por la comunidad como La Chamicera) y un proceso comunitario de ciencia ciudadana se inició para la recuperación de este humedal a través de mingas de trabajo a las cuales principalmente asistían mujeres. El 8 de abril de 2018 la comunidad bautizó al humedal como “Madre de Agua”  por el árbol que tiene el mismo nombre y en honor a la memoria ancestral de los pueblos Muiscas que tenían una estrecha conexión con la Diosa del Agua “Sie”, la cual tiene un monumento sobre la Avenida de las Américas al sur del barrio Marsella.
En el año 2019 el Humedal Madre de Agua adquirió protección judicial a través de una medida cautelar, pero en octubre de 2021 la acción popular fue suspendida en favor de los demandados del distrito. En enero del año 2020, el Consorcio Infraestructura Rover 009 encargado del tramo de la avenida, en acompañamiento de la Personería de Bogotá, la Secretaria de Seguridad y Convivencia y con protección de la Policía Nacional, realizaron el descapote de la cobertura vegetal del humedal, lo que generó un grave conflicto con la comunidad, que al ver que el diálogo con las entidades distritales no fue respetado, decidió realizar una marcha y manifestarse. Una parte de los manifestantes se amarró a una de las volquetas que realizaban labores de rellenado sobre el humedal como forma de protesta pacífica, pero finalmente fueron desalojados por la policía; tres personas fueron llevadas ilegalmente a la estación de policía de Kennedy. Posteriormente, los árboles ubicados en el humedal fueron talados o traslados a los parques aledaños del barrio Ciudad Alsacia, ocasionando que la inmensa mayoría de estos murieran debido al procedimiento. La ejecución de la obra de la Avenida Guayacanes ha continuado con el drenaje de los espejos de agua y el rellenado de la zona. Parte de la comunidad sigue realizando veeduría ciudadana a las obras de la Avenida y se organiza desde el arte y la pedagogía para garantizar la protección de todos los animales y plantas que siguen conformando la zona de humedal arrasada.

## Componente ecosistémico
El Humedal Madre de Agua al igual que todos los humedales de Bogotá, había tenido procesos de perturbación a causa de los procesos urbanísticos y de la mala disposición de residuos sólidos, principalmente escombros provenientes de construcciones. Dichos impactos generaron una reducción progresiva de su tamaño, posee las siguientes medidas: 483 m de largo, 25 m de ancho y área de 1,20 ha.
A finales de 2015 comenzó el ejercicio de ciencia ciudadana por parte de la comunidad aledaña el cual pretendía documentar los componentes de flora y fauna que hacen parte del corredor biológico ubicado en la UPZ 113; la metodología principalmente usada fue la observación directa usando binoculares y cámaras fotográficas para registrar los organismos que componen dicho ecosistema urbano.

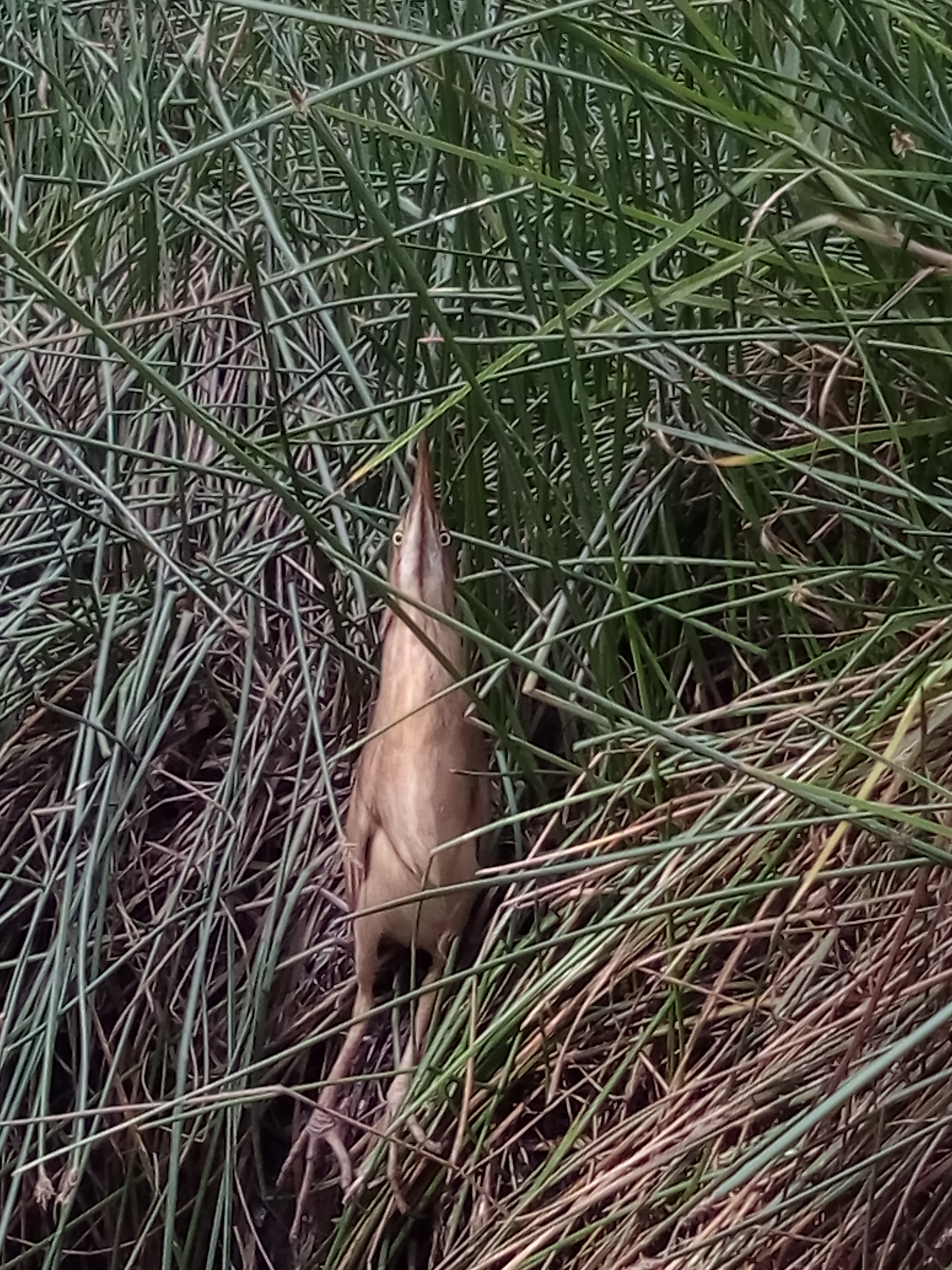
Garcita Mirasol Ixobrychus exilis bogotensis en el Humedal Madre de Agua.

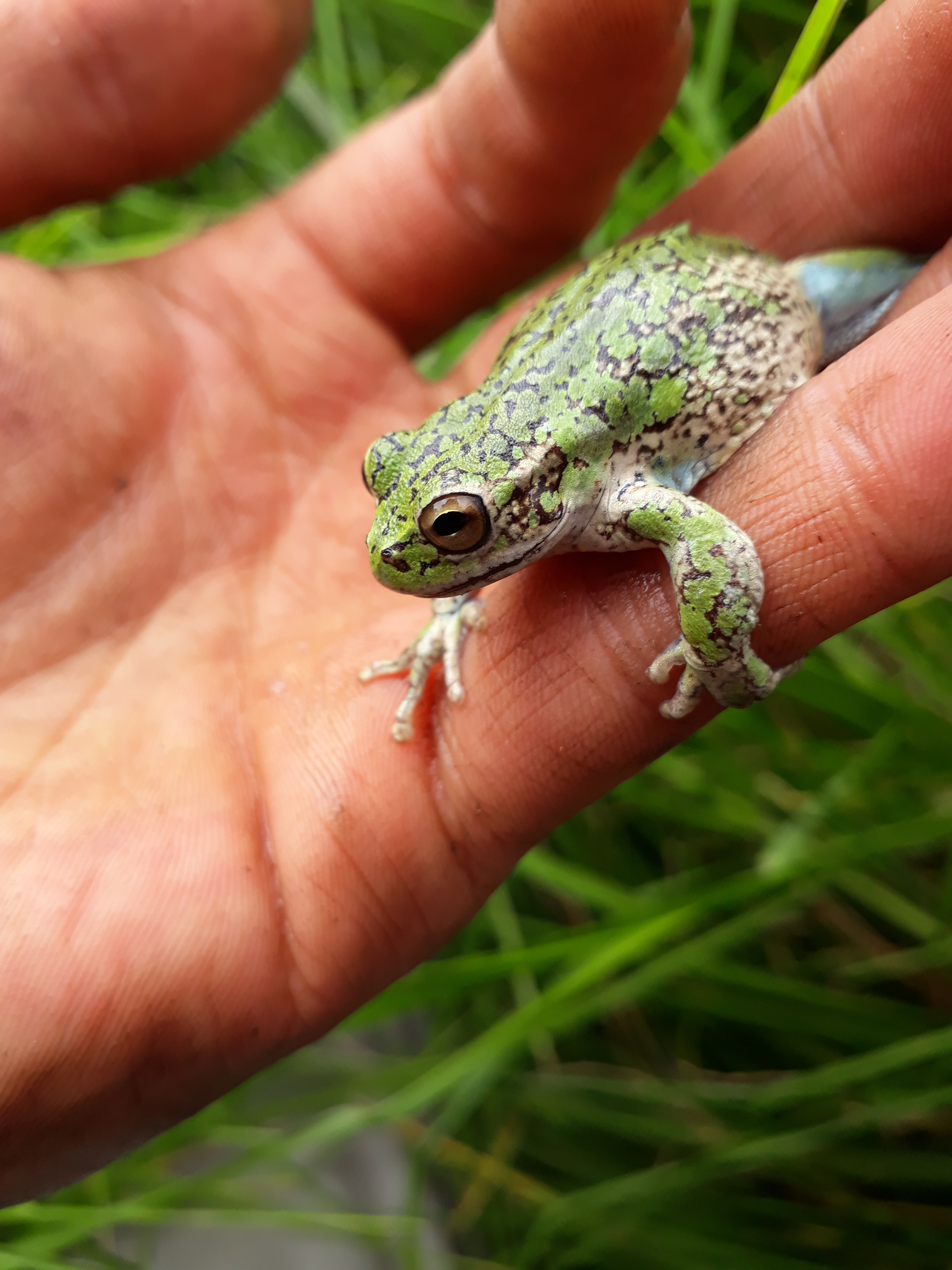
Rana Sabanera Dendropsophus molitor en el Humedal Madre de Agua.

#### Fauna

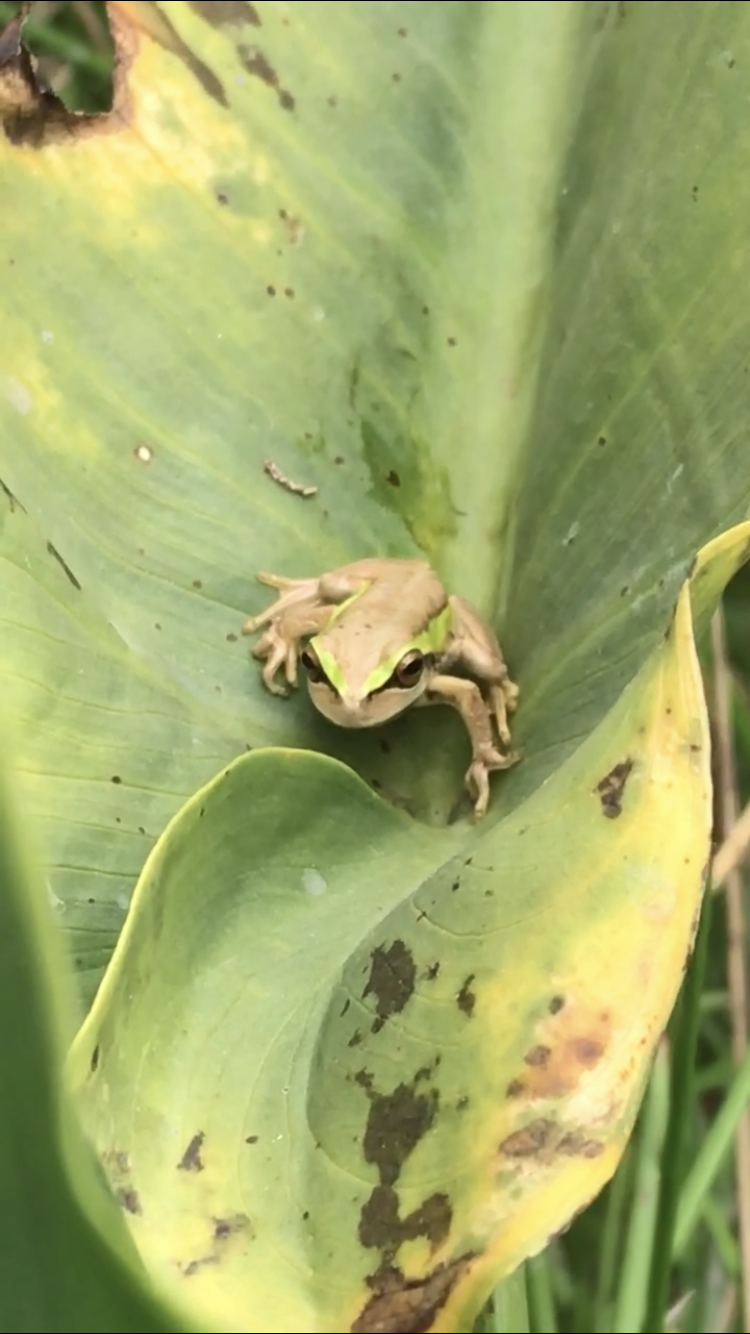
Rana sabanera Dendropsophus molitor sobre hoja de Zantedeschia en el Humedal Madre de Agua

Durante más de cinco años de observación de la fauna silvestre se han registrado ochenta y cuatro especies de aves en el corredor biológico compuesto por el Humedal Madre de Agua, el Bosque Bavaria, el Jardín de los Pájaros y la ronda del Río Fucha. De las cuales hay seis especies que sirven de indicadores biológicos para los ecosistemas de humedales que son: La monjita Chrysomus icterocephalus bogotensis, la garza rayada Butorides striata, la garcita mirasol Ixobrychus exilis bogotensis, el andarríos solitario Tringa Solitaria, la tingua azul Porphyrio martinicus y el chirlobirlo Sturnella magna. También hay treinta y ocho especies migratorias, cinco especies amenazadas y cuatro especies con endemismo; entre las cuales cabe destacar la Garcita Mirasol Ixobrychus exilis bogotensis, subespecie endémica del altiplano cundiboyancense incluida en la categoría de amenaza de peligro crítico y que no se reportaba desde hace más de veinticinco años en el interior de la ciudad de Bogotá. Esto pone en evidencia la importancia de este ecosistema para las aves tanto residentes como migratorias de la ciudad, ofreciendo una importante dinámica hídrica que le permite brindar unas condiciones ecosistémicas a las aves, sirviendo como sitio de paso o de refugio y alimento para la avifauna.
Por otra parte, a partir del seguimiento realizado a este humedal se ha confirmado que las aguas que lo alimentan provienen únicamente de las lluvias y que no recibe ningún tipo de vertimientos, manteniendo una calidad de agua ideal para la proliferación de diferentes formas de vida. En este ecosistema se han registrado poblaciones abundantes de especies que son usadas como indicadores biológicos de la calidad del agua, debido a que tienen una fase de su ciclo de vida con comportamientos acuáticos. Del grupo de los anfibios se encuentra la rana sabanera (Dendropsophus labialis) la cual posee una abundante población y se registra de manera constante; y del grupo de los insectos se han reportado cinco especies de Odonatos. Por último, también se ha reportado la serpiente sabanera (Atractus crassicaudatus) la cual debido a las obras realizadas por las constructoras sobre el humedal ha sido afectada y se han encontrado individuos muertos entre el descapote.

#### Flora
En el ecosistema urbano Madre de Agua, fueron registradas 62 especies de flora, y como indicadoras biológicas de los ecosistemas de humedal se encontraron los juncos Cyperus alternifolius, C. papyrus, C. rufus, Eleocharis acicularis Y E. dombeyana y la cortadera Carex sp.,  también el cartucho de agua Zanthedeschia aethiopica, el helecho de agua Azolla filiculoides,  entre otras especies. Por lo tanto, desde el componente ecológico teniendo en cuenta los grupos de fauna y flora registrados, se ratifica que el ecosistema urbano Madre de Agua, pese a las numerosas perturbaciones a las que ha sido sometido, aún mantiene dinámicas ecosistémicas de un humedal.

## Conflicto socioambiental
En el Humedal Madre de Agua hay un conflicto socioambiental latente debido a la presión generada por las obras de la Avenida Guayacanes a cargo del IDU, ya que para su ejecución han realizado el descapote de la cobertura vegetal, la tala de árboles, el drenaje de los espejos de agua y el rellenado de la zona. El distrito aún no reconoce institucionalmente al humedal, generando consecuencias por la invisibilización de su valor ambiental y cultural para la comunidad aledaña y la ciudad, parte de la cual defiende su permanencia. 
La Secretaria de Ambiente de Bogotá ha declarado que el humedal no es propiamente un humedal y que su existencia es estacional. Luego de los trabajos de construcción realizados sobre la zona, la comunidad ha seguido reportando espejos de agua y registros de aves y ranas, inclusive en época de pocas lluvias.